# Augustin, Kung-Fu-König
Augustin, Kung-Fu-König (Originaltitel: Augustin, roi du Kung-fu) ist eine französisch-spanische Filmkomödie von Anne Fontaine aus dem Jahr 1999.

## Handlung
Der tollpatschige Augustin Don Santos verdient sein Geld als Statist in diversen Filmproduktionen. Sein Schauspieltalent hält sich in Grenzen, was ihn jedoch nicht davon abhält, dem französischen Kinostar Fanny Ardant bei einem Dreh Schauspieltipps zu geben.
Eigentlich träumt er von einer Filmkarriere als Kung-Fu-Star à la Jackie Chan. Zunächst übt er die Sportart nur in seinem Wohnzimmer, wo er sich regelmäßig Tonbandaufnahmen von Kung-Fu-Filmen anhört. Um die Kampfsportart richtig zu erlernen, will er nach China reisen. Da ihm für eine solche Reise nicht genügend Geld zur Verfügung steht, landet er stattdessen im chinesischen Viertel von Paris, wo er sich einen Kung-Fu-Lehrer sucht und sich in einem chinesischen Stundenhotel einquartiert. Arbeit findet er in einem nahegelegenen Geschäft, wo er sich mit dem älteren Verkäufer René anfreundet.
Schon beim ersten Kung-Fu-Training wird Augustin klar, dass seine pathologische Angst vor Körperkontakt seinem Traum im Weg steht. Um seine Phobie zu überwinden, geht er zu der chinesischen Akupunkteurin Ling, in die er sich prompt verliebt. Seine neu entdeckten Empfindungen kollidieren jedoch mit seiner Angst vor Nähe und Berührung, weshalb er während einer Akupunktursitzung davonläuft. Bei einer örtlichen Karaoke-Veranstaltung treffen sich Augustin und Ling wieder. Als sie miteinander tanzen, bricht Augustin plötzlich zusammen. Nach seiner Entlassung aus dem Krankenhaus zieht er bei René ein.
Auch Ling hat inzwischen Gefühle für Augustin entwickelt. Als Augustin sie weinend in den Armen ihres Französisch-Lehrers liegen sieht, missversteht Augustin die Situation und beschließt, Frankreich zu verlassen und nach China überzusiedeln. Nach einigen Jahren trifft Ling, die inzwischen einen anderen geheiratet hat, auf René und fragt ihn nach Augustin. Dieser hat sich in China eingelebt und ebenfalls geheiratet. Sein Sohn trainiert fleißig Kung-Fu, was Augustin überaus stolz macht.

## Hintergrund
Augustin, Kung-Fu-König ist die Fortsetzung von Anne Fontaines Kurzfilm Augustin aus dem Jahr 1995, in dem ihr Bruder Jean-Chrétien Sibertin-Blanc bereits die Titelrolle gespielt hatte. Hauptdarstellerin Maggie Cheung, die in China ein großer Star ist, lernte eigens für ihre Rolle Französisch, während die französischen Filmstars Fanny Ardant und André Dussollier sowie der Regisseur Pascal Bonitzer sich bereit erklärten, kleine Gastrollen als sie selbst zu übernehmen. Gedreht wurde im 13. Arrondissement, dem chinesischen Viertel von Paris.
Augustin, Kung-Fu-König wurde am 25. August 1999 in Frankreich uraufgeführt und lief am 14. September 1999 auch auf dem Toronto International Film Festival. In Deutschland wurde der Film erstmals am 30. Juni 2003 von Arte im Fernsehen gezeigt.

## Kritiken
Lisa Nesselson von Variety bezeichnete Augustin, Kung-Fu-König als „liebevoll gespieltes und erfindungsreich gefilmtes kleines Juwel“. Hong-Kong-Star Maggie Cheung sei „herausragend als Akupunkteurin“ und Darry Cowl verleihe seiner Rolle „eine bewegende Mischung aus Erfahrung und jugendlicher Energie“. Jean-Chrétien Sibertin-Blancs „reservierter, schrulliger Charme“ habe wiederum „Augustins emotionales Erwachen und seine plötzliche Entdeckung von Sehnsucht und Herzschmerz besonders köstlich [gemacht]“.
Prisma zufolge habe Anne Fontaine mit ihrem zweiten Langfilm „einfühlsam die Geschichte eines Außenseiters [erzählt]“. Dabei habe sie Wert darauf gelegt, „ihre Figuren zu entwickeln“, und „trotz überwiegend komischer Situationen“ nicht auf „traurige Momente“ verzichtet. Anstelle eines Happy Ends werde dem Zuschauer „ein überaus origineller Schluss“ präsentiert. Für Cinema handelte es sich um eine „drollige Fortsetzung des Kurzfilms Augustin“. Als solche habe sie durchaus „Längen, aber auch viel entwaffnenden Charme und wunderschöne Bilder“. Dass im Film „Actionslapstick“ zusammen mit „Melancholie“ gezeigt werde, sei „charmant“.